# Burning Heart
"Burning Heart" é uma canção da banda norte-americana de rock Survivor, lançada em 1985 como parte da trilha do filme Rocky IV. O single alcançou a posição de número 2 na Billboard Hot 100 por duas semanas em fevereiro de 1986, atrás de "That's What Friends Are For", de Dionne and Friends. Além disso, a canção conseguiu alcançar a posição de número 1 na Suíça e o top 10 na Alemanha (número 6), Áustria (número 6), França (número 2), Holanda (número 2), Reino Unido (número 5) e Suécia (número 5). Foi o maior hit que a banda teve com Jamison nos vocais principais. 
"Burning Heart", que é sobre uma batalha "tudo ou nada", foi inspirado na Guerra Fria, como mostrado por letras como "É Leste contra Oeste?" e "Pode alguma nação ficar sozinha?". O conflito entre o Oriente comunista e o Ocidente capitalista é refletido no filme pela luta no ringue de boxe entre Rocky e Ivan Drago. O solo final e os solos de barra de tremolo no meio da música foram tocados com uma Fender Stratocaster.
A música é apresentada nas versões aprimoradas do jogo Grand Theft Auto V de 2013 na estação de rádio do jogo, Los Santos Rock Radio. A música também foi usada no sexto episódio da terceira temporada da série original da Netflix, Santa Clarita Diet, "The Chicken and the Pear".
O videoclipe de "Burning Heart" apresenta a banda dando um show, misturado com cenas do filme Rocky IV.